# Rząd Albanii
Rząd Albanii – jeden z elementów władzy wykonawczej w Albanii. Składa się z prezesa Rady Ministrów, zastępcy prezesa Rady Ministrów i ministrów. Na mocy art. 95 ust. 2 Konstytucji uchwalonej w 1998 r., Rada Ministrów ma przyznane kompetencje domniemane, tzn. przysługują jej te wszystkie kompetencje, które nie zostały zastrzeżone dla innych organów państwowych lub samorządowych.
Premiera powołuje prezydent na wniosek partii lub koalicji posiadającej najwięcej miejsc w Zgromadzeniu. Ministrowie powoływani są także przez prezydenta, ale na wniosek premiera.
Premier musi zgłosić Zgromadzeniu projekt budżetu. Jeśli Zgromadzenie nie uchwali budżetu do początku następnego roku finansowego, wtedy Rada Ministrów realizuje każdego miesiąca 1/12 budżetu roku poprzedniego, do czasu aż nowy budżet nie zostanie przyjęty.
Rząd odpowiada politycznie przed parlamentem, który może mu wyrazić wotum nieufności.

## lista resortów
- ministerstwo gospodarki, handlu i energii
- ministerstwo innowacji, informacji i technologii komunikacyjnej
- ministerstwo zdrowia
- ministerstwo spraw wewnętrznych
- ministerstwo obrony
- ministerstwo integracji europejskiej
- ministerstwo finansów
- ministerstwo spraw zagranicznych
- ministerstwo sprawiedliwości
- ministerstwo robót publicznych, transportu i telekomunikacji
- ministerstwo edukacji i nauki
- ministerstwo pracy, polityki społecznej i równych szans
- ministerstwo rolnictwa i spraw konsumenckich
- ministerstwo turystyki, kultury, młodzieży i sportu
- ministerstwo środowiska, leśnictwa i gospodarki wodnej

## Rządy Księstwa albańskiego(1912–1920)
- Rząd Ismaila Qemala
- Rząd Myfita Libohovy
- Pierwszy rząd Turhana Paszy Përmetiego
- Rząd Esada Pasza Toptaniego
- Drugi rząd Turhana Pasza Përmetiego

## Rządy Albanii (1920–1925)
- Rząd Sulejmana Delviny
- Pierwszy rząd Iliasa Vrioniego
- Pierwszy rząd Pandeli Evangjeli
- Rząd Hasana Prishtiny
- Rząd Idhomeno Kosturiego
- Rząd Xhafera Ypi
- Pierwszy rząd Ahmeda Zogu
- Pierwszy rząd Shefqeta Verlaçi
- Drugi rząd Iliasa Vrioni
- Rząd Fana Noli
- Trzeci rząd Iliasa Vrioni

## Rządy I Republiki Albanii (1925–1928)
- Drugi rząd Ahmeda Zogu

## Rządy Królestwa Albanii (1928–1943)
- Pierwszy rząd Kosta Kotty
- Drugi rząd Pandeli Evangjeli
- Pierwszy rząd Mehdi Frashëriego
- Drugi rząd Kosta Kotty
- Drugi rząd Shefqeta Verlaçi
- Rząd Mustafy Merlika

## Rządy podczas II wojny światowej (1943–1944)
- Pierwszy rząd Eqrema Libohovy
- Rząd Maliqa Bushatiego
- Drugi rząd Eqrema Libohovy
- Rząd Ibrahima Biçaku
- Drugi rząd Mehdi Frashëriego
- Rząd Rexhepa Mitrovicy

## Rządy Socjalistycznej republiki Albanii (1944–1991)
- Rząd Fiqri Dine
- Rząd Envera Hoxhy
- Rząd Mehmeta Shehu
- Rząd Adila Çarçaniego

## Rządy II Republiki Albanii (1991-)
- Pierwszy rząd Fatosa Nano
- Rząd Ylli Bufi
- Rząd Vilsona Ahmeti
- Rząd Aleksandra Meksi
- Rząd Bashkima Fino
- Drugi rząd Fatosa Nano
- Pierwszy rząd Pandeli Majko
- Rząd Ilira Mety
- Drugi rząd Pandeli Majko
- Trzeci rząd Fatosa Nano
- Pierwszy rząd Salego Berishy
- Drugi rząd Salego Berishy
- Pierwszy rząd Ediego Ramy
- Drugi rząd Ediego Ramy
- Trzeci rząd Ediego Ramy